# (6487) Tonyspear
(6487) Tonyspear es un asteroide perteneciente al grupo de los asteroides que cruzan la órbita de Marte, descubierto el 8 de abril de 1991 por Eleanor F. Helin  desde el Observatorio Palomar.

## Designación y nombre
Designado provisionalmente como 1991 GA1, fue nombrado en honor a Anthony Spear, director del exitoso Proyecto Pathfinder. En sus 37 años en el Laboratorio de Propulsión a Chorro ha estado asociado con varios proyectos espaciales exitosos, generalmente en un puesto de gestión. Estos incluyen los proyectos Magellan y VOIR para orbitar Venus, y Seasat, el primer satélite terrestre en tomar imágenes de la superficie de los océanos utilizando radar. Su asociación con la exploración de Marte se remonta al comienzo del programa, cuando era ingeniero de Cognizant para el sistema de comando de Mariner 4, que en 1964 se convirtió en la primera nave espacial en llegar a Marte con éxito.

## Características orbitales
Tonyspear está situado a una distancia media del Sol de 2,357 ua, pudiendo alejarse hasta 3,075 ua y acercarse hasta 1,639 ua. Su excentricidad es 0,305 y la inclinación orbital 21,271 grados. Emplea 1321,87 días en completar una órbita alrededor del Sol.

## Características físicas
La magnitud absoluta de Tonyspear es 13,70. 